# Championnats d'Afrique de lutte 1993
Navigation
Édition précédente Édition suivante
Les Championnats d'Afrique de lutte 1993 se déroulent en octobre 1993 à Pretoria, en Afrique du Sud. Seules des épreuves masculines de lutte libre et de lutte gréco-romaine sont disputées.

## Podiums

### Lutte libre
| Catégories | Or                         | Argent                      | Bronze                      |
| ---------- | -------------------------- | --------------------------- | --------------------------- |
| 48 kg      | Isaac Jacob (NGA)          | Omar Kedjaouar (ALG)        | Herizo Rakotondramasy (MAD) |
| 52 kg      | Stephan Pretorius (RSA)    | Hattem Romdhani (TUN)       | Joe Oziti (NGA)             |
| 57 kg      | Tebe Dorgu (NGA)           | Tarek I. Abdel-Rahman (EGY) | Saler Allers (RSA)          |
| 62 kg      | Igali Baraladei (NGA)      | Tjonkie van Rensburg (RSA)  | Faouzi Kharrazi (TUN)       |
| 68 kg      | Ibo Oziti (NGA)            | Hafiz Sabir (EGY)           | Wiehan Lesch (RSA)          |
| 74 kg      | Esmal El Kodary (EGY)      | Ian du Toit (RSA)           | Okpamen Eghobamien (NGA)    |
| 82 kg      | Okpuro Enekpedekumoh (NGA) | Marius Vogues (RSA)         | Oumar NGom (SEN)            |
| 90 kg      | Victor Kodei (NGA)         | Alioune Diouf (SEN)         | Ayari Ehoukri (TUN)         |
| 100 kg     | Kamal Abdo Ali (EGY)       | Christian Iloanusi (NGA)    | Jean Youmbi (CMR)           |
| + 100 kg   | Jackson Bidei (NGA)        | Mor Wade (SEN)              | Omrane Ayari (TUN)          |

### Lutte gréco-romaine
| Catégories | Or                        | Argent                             | Bronze                         |
| ---------- | ------------------------- | ---------------------------------- | ------------------------------ |
| 48 kg      | Kamal Nefissi (TUN)       | Mohamed Abu-Richa (MAR)            | Yacine Heriou (ALG)            |
| 52 kg      | Tabibi Godswill (NGA)     | Salih Nabil (TUN)                  | John J. Faul (RSA)             |
| 57 kg      | Nanaa Abderrahmaine (MAR) | Tarek Ibrahim Add el-Rahman (EGY)  | Brian Coats (RSA)              |
| 62 kg      | Ahmed M. Kamel (EGY)      | Faouzi Kharrazi (TUN)              | Igali Baraladei (NGA)          |
| 68 kg      | Bendjedaa Naabuuz (ALG)   | Ayari Lotfi (TUN)                  | Abdel Latif Mohamed Deif (EGY) |
| 74 kg      | Mohamed Hada (MAR)        | Moustafa Hamed Houssam Eldin (EGY) | Gideon Malherbe (RSA)          |
| 82 kg      | Mohy Aldin Ramadan (EGY)  | Barthelmy Nto (CMR)                | Willem Putter (RSA)            |
| 90 kg      | Moustafa Ramadan (EGY)    | Abdel Aziz Essafoui (MAR)          | Dawid Jacobs (RSA)             |
| 100 kg     | Kamal Abdo Ali (EGY)      | Ben Abdelaziz Riad (TUN)           | Anthony Jerome (NGA)           |
| + 100 kg   | Omrane Ayari (TUN)        | El Kheir Abo (EGY)                 | Riaan van Bentheim (RSA)       |